# St. Ulrich, Šentandraž v Labotski dolini
St. Ulrich je naselje v Občini Šentandraž v Labotski dolini v Okraju Volšperk na Koroškem v Avstriji.